# Долішняк Микола Михайлович
Микола Михайлович Долішняк (псевда — «Буйтур», «АС-70», «Б-26», «Т-63»; 1918, с. Стопчатів, Коломийський повіт, ЗУНР, нині Косівський район, Івано-Франківська область, Україна — 22 листопада 1951, біля с. Вербівці, Городенківський район Івано-Франківська область) — лицар Бронзового хреста бойової заслуги УПА (14.10.1946). Булавний (?), старший булавний (?), хорунжий (14.10.1947) УПА. Керівник Городенківського надрайонного проводу ОУН.

## Життєпис
Член ОУН із 1942 року. В УНС з 1943 року. Командир чоти сотні УПА «Сурма» куреня «Гайдамаки» ТВ 21 «Гуцульщина» (1944—1947), субреферент СБ (1948—1949), організаційний референт (1949—07.1951) Коломийського надрайонного проводу ОУН, керівник Городенківського надрайонного проводу ОУН (07—11.1951). Загинув у бою з опергрупою групою відділу 2-Н УМДБ.

## Нагороди
Згідно з Наказом військового штабу воєнної округи 4 «Говерля» ч. 6 від 15.12.1946 р. булавний УПА, командир чоти сотні УПА «Сурма» куреня «Гайдамаки» Микола Долішняк — «Буйтур» нагороджений Бронзовим хрестом бойової заслуги УПА.